# بيت النمري (الخبت)

تعديل مصدري - تعديل

بيت النمري هي إحدى قرى عزلة جبع بمديرية الخبت التابعة لمحافظة المحويت، بلغ تعداد سكانها 806 نسمة حسب تعداد اليمن لعام 2004.